# Banca Monte dei Paschi di Siena
Banca Monte dei Paschi di Siena (BMPS, MPS) — італійський комерційний банк, є найстарішим у світі діючим банком. Заснований у 1472 році в місті Сієна для видання дешевих кредитів найменш забезпеченим верствам населення тодішньої Сієнської республіки.
Нині це один з найбільших комерційних банків в Італії. Станом на 2015 рік має близько 2100 відділень у всіх регіонах країни, загальні активи становлять 169 мільярдів євро. Чистий прибуток Banca Monte dei Paschi di Siena у 2015 році дорівнював 388 мільйонам євро.
У штаб-квартирі банку, Палаццо Салімбені (Palazzo Salimbeni), зберігається зібрання творів мистецтва та унікальні історичні документи, що належать банку.

## Фінансові проблеми
У 2016 в банку з'явилися фінансові проблеми. У квітні акції банку різко впали через низку невдалих заходів, зокрема придбання банку Banca Antonveneta за 15 млрд євро, хоча покупка оцінювалася в 6,6 млрд. Обсяг прострочених кредитів досяг 47 млрд євро.